# Seno Darwin
Se denomina seno Darwin el extenso cuerpo de agua de mar en el que desembocan los canales Pomar y O'Brien y que luego de recorrer 14 millas toman el nombre de brazo del Noroeste como continuación del canal Beagle.
Administrativamente pertenece a la Región de Magallanes y Antártica Chilena, Provincia de la  Antártica Chilena, comuna Cabo de Hornos. El canal queda dentro del parque nacional Alberto de Agostini.
Desde hace aproximadamente 6000 años hasta mitad del siglo XX sus costas fueron habitadas por los pueblos kawésqar y yámana. A comienzos del siglo XXI estos pueblos habían sido prácticamente extinguidos por la acción del hombre blanco.

## Recorrido
El seno Darwin es un gran cuerpo de mar en el que desembocan hacia el oriente los canales Pomar y O'Brien en su recorrido hacia el brazo del Noroeste del canal Beagle. Sus límites son: por el norte la costa de la isla Grande de Tierra del Fuego entre los senos Ventisquero y Garibaldi en una extensión de aproximadamente 14 millas; al este la entrada occidental del brazo del Noroeste y la costa oeste de la isla Gordon, al sur las islas Darwin y Thomson y al weste las islas O'Brien y Londonderry, y el grupo de los Timbales. Casi al centro del seno se encuentra la isla Chair.
En sus contornos desembocan los siguientes canales: en el lado oeste los canales O'Brien y Pomar, al este el brazo Noroeste y por el sur los canales Barros Merino y Thomson.

## Historia
Desde hace unos 6000 años sus aguas eran recorridas por los pueblo kawésqar y yámanas, nómades canoeros, recolectores marinos. Esto duró hasta mediados del siglo XX en que prácticamente ya habían sido extinguidos por la acción del hombre blanco.
A fines del siglo XVIII, a partir del año 1788 comenzaron a llegar a la zona los balleneros, los loberos y cazadores de focas ingleses y estadounidenses y finalmente los chilotes.
Durante los meses de febrero y marzo de 1830 el comandante Robert Fitzroy con el HMS Beagle estuvo fondeado en caleta Doris y en puerto March rebuscando una embarcación que le fue robada por los indígenas, tiempo que aprovechó para trabajar en el levantamiento de la zona.
Durante el año 1903 la cañonera Magallanes de la Armada de Chile bajo el mando del comandante Baldomero Pacheco efectuó trabajos de levantamiento hidrográfico en el sector del grupo de los Timbales.

## Islas

### Isla Golondrina
Ubicada muy cerca de la punta Americana en el extremo oriental de la isla O'Brien. Es la más avanzada hacia la ruta de navegación de tres islitas que con la costa de la isla O'Brien forman las caletas Gómez y Emilita.
Al 060° y a un distancia de 350 metros de ella está el bajo Walton en el que se sondan 4 metros y marcado por un gran sargazal.

### Isla Timbal Grande
Al ESE de la punta Americana de la isla O'Brien se encuentra el grupo de islas, islotes y rocas conocido como los Timbales. La isla mayor de este grupo es el Timbal Grande. Mide 1½ millas de largo y 250 metros de alto. Sus puntas oriental y occidental son bajas con algunos cerros cubierto de vegetación. La costa norte es limpia, pero la del sur está orillada por rocas y sargazos.
Al este y separado por un canal angosto se encuentra el Timbal chico, más pequeño, con mucha vegetación y acantilado. Hacia el NW de su punta occidental se extiende el grupo Timbales de 2 millas de extensión formado por islotes y rocas.

### Isla Chair
Situada 9 millas al este de la punta Americana de la isla O'Brien. Tiene 4 millas de largo en dirección E-W por 1 milla ancho y una altura de 484 metros.
Su costa norte es alta y de aguas profundas pero su extremo NW despide por casi ⅔ de milla una restinga de islotes y rocas. En su costa se forman tres pequeñas bahías, ninguna apta como fondeadero. La derrota recomendada en el seno Darwin pasa entre el lado norte de la isla Chair y la costa sur de la isla Grande de Tierra del Fuego.

### Isla Darwin
Emplazada 1½ millas al SW de la isla Chair tiene 4¾ millas de largo en dirección E-W por 2¾ millas a 90°. Es alta y rodeada por barrancos de 90 a 100 metros de alto. La isla asciende desde el nivel del mar hasta una montaña de 700 metros de altura llamada pico Huemul.

## Senos

### Seno Ventisquero
Está ubicado en la costa sur de la isla Grande de Tierra del Fuego donde comienza el seno Darwin. Sus costas son altas y de mucha pendiente. La cordillera del lugar, que tiene cumbres de más de 1000 metros, está permanentemente nevada. 
Desde la entrada oriental del canal Pomar hacia el este se forman en la costa de la isla Grande cuatro senos; el seno Ventisquero es el más occidental, luego hacia el este hay dos senos pequeños y finalmente el cuarto y más oriental es el seno Garibaldi.
Toma su nombre de un glaciar que descarga en el fondo; mide 10 millas de largo por 1 de ancho. No ofrece fondeaderos.

### Seno Garibaldi

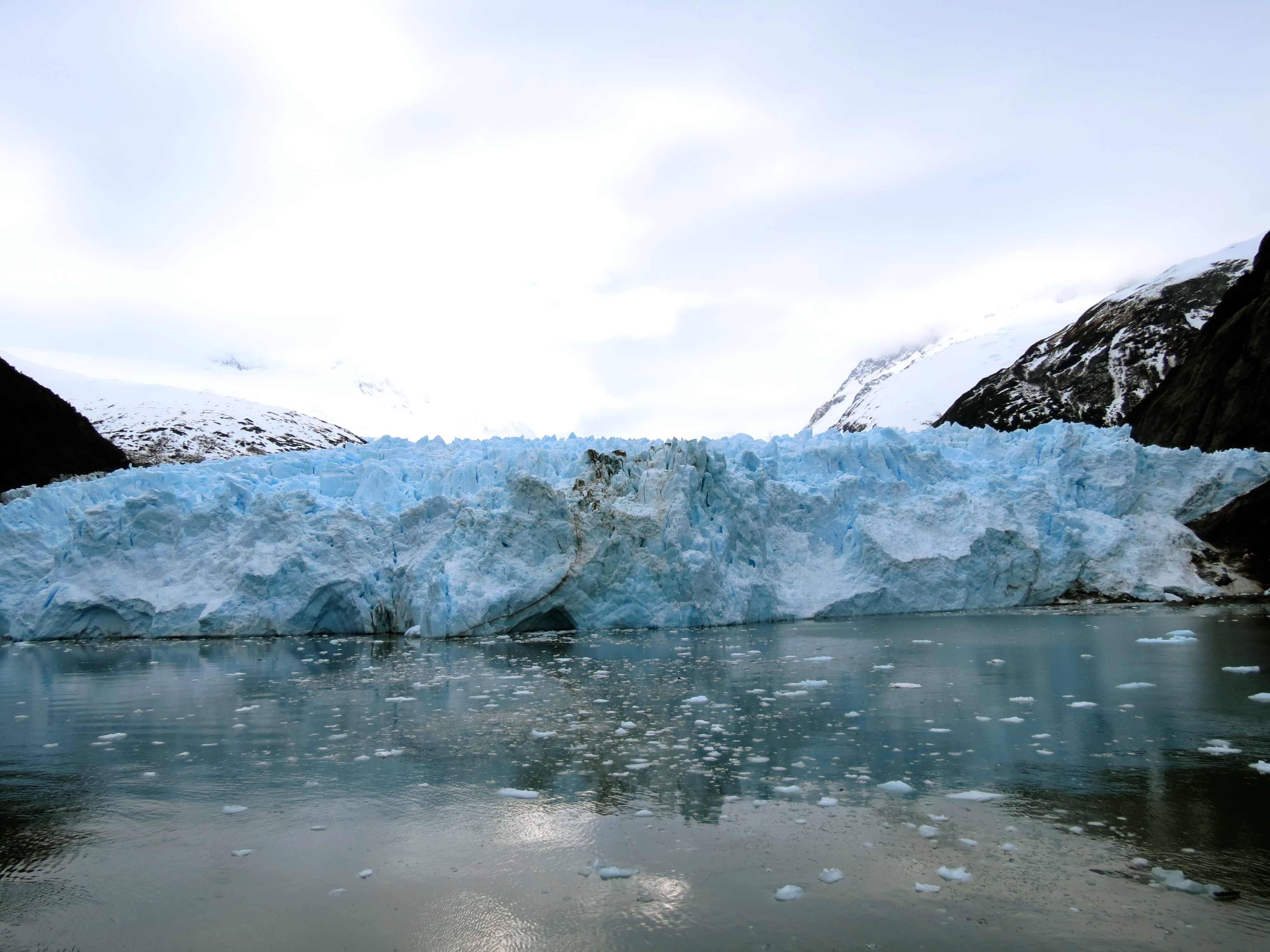
Glaciar Garibaldi

Situado en el extremo NE del seno Darwin sobre la costa sur de la isla Grande de Tierra del Fuego. Es el más oriental de cuatro senos que se forman en la costa de la isla Grande hasta la entrada oriental del canal Pomar. Su entrada está limitada por dos puntas bajas y arboladas, que despiden restingas de piedras marcadas por sargazos. 
Mide 10 millas de largo. En su interior, al fondo, hay un gran glaciar que descarga al mar. Sobre su costa occidental hay dos fondeaderos. El fondeadero exterior se encuentra inmediatamente al norte de la punta Témpanos en 18 a 22 metros de agua, fondo de arena. Al ocuparlo debe considerarse que sus profundidades varían bruscamente. El segundo surgidero, llamado puerto Garibaldi se encuentra como 3¾ millas más al norte.

## Pasos

### Paso de los Timbales
Es una zona en la que se emplazan el grupo Timbales y la isla Timbal Grande, donde comienza por occidente el seno Darwin. El grupo Timbales es un cordón de islotillos y rocas que se extiende por 2 millas en dirección E-W. La isla Timbal Grande es la isla más grande del grupo de islas, islotes y rocas conocido como los Timbales situadas al este de la punta NE de la isla Londonderry.
Entre la punta Americana y la punta occidental del Timbal Grande se forman dos pasos: el paso del Medio entre el Timbal Grande y el grupo Timbales y el paso occidental entre la punta Americana y el grupo Timbales.

## Puertos y caletas

### Caleta Gómez
Mapa de la caleta
Situada inmediatamente al sur de la punta Americana de la isla O'Brien. Es apropiado solo para naves chicas. El fondo es de piedrecilla y conchuela sobre lecho rocoso, pero el fondeadero es abrigado y muy oportuno para las naves que naveguen hacia el poniente y encuentren viento muy duro en el canal O'Brien. 
Cerca está el bajo Walton de solo 4 metros el que debe rodearse siempre por el oriente.

### Caleta Emilita
Se forma al oeste de la isla Golondrina entre esta y la costa de la isla O'Brien. El fondeadero es muy reducido por la existencia de una roca que hay en el centro de la caleta. Se debe fondear al sur de la roca en 20 a 25 metros de agua. El tenedero es piedrecilla y conchuela. Estando caleta Gómez muy cerca, debe preferirse aquella.

### Puerto Garibaldi
Situado en la costa occidental del seno Garibaldi, como a 3¾ millas de la punta Témpanos. El fondeadero está en 14 a 16 metros de agua, a 400 metros de la costa, fondo de arena y fango. El tenedro es bueno y queda protegido de los vientos reinantes del W. Hay abundante leña y agua.

### Puerto Huemul
Las coordenadas de su punto de referencia según la carta son: L:54°54′18″ S. G:70°8′58″ O. Está localizado en el lado NE de la isla Darwin, al pie de una profunda quebrada que baja desde el pico Huemul. Tiene un saco de ¼ de milla de saco por ¼ de milla de ancho. El tenedero es de conchuela y se puede fondear en profundidades de 30 a 40 metros. Es pequeño pero abrigado.

### Caleta Virginia
Mapa de la caleta
Ubicada en la costa SW de la isla Darwin y al pie de otra quebrada que desciende del pico Huemul. Es buen surgidero, excepto cuando sopla el SW.

## Puntas

### Punta Americana
Es la extremidad oriental de la isla O'Brien, es el término del declive de la montaña más alta de la isla. La punta es muy boscosa y cerca hay 3 islitas, la más avanzada hacia el track recomendado se llama Golondrina. Entre estas islitas y la isla O'Brien se forman las caletas Gómez y Emilita.